# Квасини
Квасини (чеш. Kvasiny) је насељено мјесто са административним статусом сеоске општине (чеш. obec) у округу Рихнов на Књежној, у Краловехрадечком крају, Чешка Република.

## Географија
Налази се око 7 км сјеверно од Рихнова на Књежној, а од Прага око 150 км источно.

## Привреда
У Квасини се налази Шкодина фабрика аутомобила, односно огранак у којој се склапају Шкода суперб, Шкода јети и Шкода румстер. У прошлости су се склапали још и Шкода гарде, Шкода рапид из 1984. и Шкода 110 Р.

## Становништво
Према подацима о броју становника из 2014. године насеље је имало 1.495 становника.

## Галерија
- Фабрика Шкода Ауто